# Mont-le-Vernois
Mont-le-Vernois är en kommun i departementet Haute-Saône i regionen Bourgogne-Franche-Comté i östra Frankrike. Kommunen ligger i kantonen Vesoul-Ouest som tillhör arrondissementet Vesoul. År 2022 hade Mont-le-Vernois 191 invånare.

## Befolkningsutveckling
Antalet invånare i kommunen Mont-le-Vernois
| Referens: INSEE |